# یورگن استرند لارسن
یورگن استرند لارسن (انگلیسی: Jørgen Strand Larsen؛ زادهٔ ۶ فوریهٔ ۲۰۰۰) بازیکن فوتبال اهل نروژ است که در پست مهاجم برای باشگاه سلتاویگو در لا لیگا بازی می‌کند.
وی همچنین در تیم‌های ملی فوتبال زیر ۱۷ سال نروژ، زیر ۱۸ سال نروژ، زیر ۱۹ سال نروژ، زیر ۲۱ سال نروژ، و نروژ بازی کرده‌است.